# Lenti (Ungheria)
Lenti è una città dell'Ungheria di 8.421 abitanti (dati 2007). È situata nella contea di Zala.